# Senna acuruensis
Senna acuruensis, ou Cassia acuruensis (conhecida como Canjoão, Canela-de-velho e Besouro) é uma espécie de planta endêmica do Nordeste do Brasil, da família das leguminosas. Canjoão é um nome comum dado á todas as espécies de senna, no Nordeste Brasileiro.
As folhas da Senna acuruensis são ricas em rutina e quercetina, flavonoides com alto poder antioxidante. Assim como várias outras espécies de senna, a Senna acuruensis apresenta flores amarelas, que contrubuem para embelezar a paisagem. Não produz frutos.